# Erik Åqvist
Nils Erik Magnus Åqvist, född 12 maj 1920 i Örebro, död 16 mars 1995 i Jönköpings Sofia församling, var en svensk jurist och domare som var hovrättspresident för Göta hovrätt 1965–1987.

## Biografi
Åqvist studerade vid Stockholms högskola, där han blev juris kandidat 1941. Han blev notarie vid Stockholms rådhusrätt 1941, var tillförordnad assessor 1943–1944, blev fiskal vid Svea hovrätt 1945, var tingssekreterare vid Västmanlands mellersta domsaga 1948–1950, blev sedan assessor vid Svea hovrätt 1951. Han var därefter byråchef vid Militieombudsmansämbetet 1952–1957, lagbyråchef vid Finansdepartementet 1958–1961, chef för departementets rättsavdelning 1961–1965, blev hovrättsråd vid Svea hovrätt 1961 och var slutligen hovrättspresident vid Göta hovrätt från 1965 till sin pensionering 1987. Han var också verksam inom flera statliga utredningar under 1940- till 1970-talen.
Erik Åqvist var son till grosshandlaren Erik Åqvist (1868–1958) och Aline, ogift Ohlsson (1884–1963). Han gifte sig 1966 med Majken Mattsson (1938–2023), dotter till David Mattsson och Margareta, ogift Starrin. Makarna Åqvist är begravda på Dunkehalla kyrkogård i Jönköping.

## Utmärkelser
- Kommendör med stora korset av Nordstjärneorden, 3 december 1974.[5]